# Zaozierje (rejon pudożski)
Zaozierje (ros. Заозерье) – wieś (dieriewnia) w Rosji, w Karelii, w rejonie pudożskim. W 2010 liczyła 29 mieszkańców.